# زيمون
زيمون؛ (زيمون أو زيمون في بيدمونتس هي بلدية (بلدية) من ضمن مقاطعة بييلا في داخل المنطقة الإيطالية بيدمونت، وتقع على بعد 50 كيلومتر (31 ميل) تقريباً شمال شرق تورينو و14 كيلومتر (9 ميل)تقريباً جنوب غرب بييلا.
تقع زيمون على الحدود البلدية التالية: تشريوني ومانيانو و بيفرون و روبولو و فيفيرون